# قائمة أمراض العين
هذه قائمة جزئية بأمراض واضطرابات العين البشرية.
قامت منظمة الصحة العالمية (WHO) بنشر تصنيفًا للأمراض والإصابات المعروفة، وهو التصنيف الإحصائي الدولي للأمراض والمشاكل الصحية ذات الصلة (ICD). تستخدم هذه القائمة هذا التصنيف.

## اضطرابات الجفن والجهاز الدمعي ومدار العين
- انقلاب الجفن إلى الخارج
- العين الأرنبية
- ارتخاء الجفن
- تدلي الجفون
- شحاذ العين، وهي عدوى من نوع حب الشباب تصيب الغدد الدهنية الموجودة على الجفن أو بالقرب منه.
- لويحة صفراء الجفن
- الإصابة الطفيلية للجفن في الأمراض المصنفة في مكان آخر
  - التهاب الجفن بسبب نوع دويدية
  - الإصابة الطفيلية للجفن في:
    - داء الليشمانيات
    - داء اللوائيات
    - داء كلابية الذنب
    - تقمل العانة
- إصابة الجفن بأمراض معدية أخرى مصنفة في مكان آخر
  - إصابة الجفن في:
    - عدوى فيروس الهربس ( الهربس البسيط )
    - الجذام
    - المليساء المعدية
    - السل
    - الداء العليقي
    - الهربس النطاقي
- إصابة الجفن بأمراض أخرى مصنفة في مكان آخر
  - إصابة الجفن بالقوباء
- التهاب الغدد الدمعية
- الدماع
- يُظهر جحوظ العين الدرقي أنه إذا برزت عينك، فإنها ستنكمش لأن السوائل البصرية تتسرب.

## اضطرابات الملتحمة
- التهاب الملتحمة - التهاب الملتحمة الذي يحدث عادة بسبب عدوى أو رد فعل تحسسي
- تكتلات الملتحمة - تكوّن ترسبات صلبة تحت الجفن في الملتحمة

## اضطرابات في الصلبة والقرنية والقزحية والجسم الهدبي
- التهاب الصلبة - التهاب مؤلم في الصلبة
- التهاب القرنية - التهاب القرنية
- قرحة القرنية / تآكل القرنية - فقدان الطبقة الظهارية السطحية لقرنية العين
- عمى ثلجي / قوس العين - حالة مؤلمة ناجمة عن تعرض العينين غير المحمية للضوء الساطع
- اعتلال القرنية السطحي النقطي
- توسع الأوعية الدموية للقرنية (CNV)
- ضمور فوكس - رؤية ضبابية في الصباح
- القرنية المخروطية - مرض تنكسي: تصبح القرنية رقيقة ويتغير شكلها لتصبح أشبه بالمخروط أكثر من الشكل المكافئ
- التهاب القرنية والملتحمة الجاف - جفاف العين
- التهاب القزحية - التهاب القزحية
- التهاب العنبية - عملية التهابية تصيب الجزء الداخلي من العين؛ الرمد التعاطفي هو مجموعة فرعية.

## اضطرابات العدسة
- إعتام عدسة العين - تصبح العدسة معتمة
- قصر النظر - تظهر الأشياء القريبة بوضوح، ولكن الأشياء البعيدة لا تظهر بوضوح.
- مد البصر - تبدو الأشياء القريبة ضبابية
- قصو البصر الشيخوخي - عدم القدرة على التركيز على الأشياء القريبة

## اضطرابات المشيمية والشبكية

### التهاب المشيمية الشبكية
التهاب المشيمية
- التهاب المشيمية البؤري
  - بؤرة:
    - التهاب المشيمية والشبكية
    - التهاب المشيمية
    - التهاب الشبكية
    - التهاب الشبكية والمشيمية
- التهاب المشيمية الشبكية المنتشر
  - منتشرة:
    - التهاب المشيمية والشبكية
    - التهاب المشيمية
    - التهاب الشبكية
    - التهاب الشبكية والمشيمية

- يستثني: اعتلال الشبكية النضحي

- التهاب الجسم الهدبي الخلفي
  - التهاب القزحية المتوسط
- التهابات المشيمية الأخرى
  - مرض فوجت-كوياناجا-هارادا
- التهاب المشيمية، غير محدد
  - التهاب المشيمية والشبكية
  - التهاب المشيمية
  - التهاب الشبكية
  - التهاب الشبكية والمشيمية[1]

### اضطرابات أخرى في المشيمية
اضطرابات أخرى في المشيمية
- نَدبَات في المَشيميَّة وفي الشَّبَكيَّة
  - ندبات البقعة الشبكية للقطب الخلفي (بعد الالتهاب) (بعد الصدمة)
  - اعتلال الشبكية الشمسي
- تنكس في المشيمية
  - ضمور
  - التصلب
    - يستثني: الأتلام الوعائية
- خلل نمو في المَشيمية
  - تنكس المشيمية
  - ضمور المشيمية ( الهالة المركزية) (عام) (محيط بالحليمة)
  - ضُمور التلافيف، في المَشيميَّة
    - يستثني: فرط أورنيثين الدم
- نزف أو تمزق في المشيمية
  - نزف المشيمية :
    - NOS (لم تُعين في مكان آخر)
    - نزف انبثاقي في المشيمية
- انفِصَال في المَشيمية
- حالات أخرى عُينت أنها اضطرابات في المشيمية
- اضطرابات في المشيمية، لم تُعين[1]

### اضطرابات المشيمية الشبكية في الأمراض المصنفة في مكان آخر
اضطرابات المشيمية الشبكية في الأمراض المصنفة في مكان آخر
- التهاب المَشيميَّة والشبَكيَّة في أمراض عدوائِيَّة وطُفيليَّة صُنفت في مكان آخر
  - التهاب المشيمية والشبكية :
    - الزهري، المتأخر
    - المقوسة الغوندية
    - السل
- اضطرابات أخرى في المشيمية والشبكية في الأمراض المصنفة في مكان آخر[1]

### انفِصال أو تَشقق الشَّبَكية
- انفِصال الشَّبَكيَّة مع تشقق الشَّبَكية
  - انفِصال الشَّبَكيَّة تَشَرُّمي المنشأ
- انشقاق الشبكية وكيسات الشبكية - يتميز بانفصال غير طبيعي للطبقات الحسية العصبية في شبكية العين
  - كيسة الحاشية المشرشرة
  - كيس طفيلية في الشبكية (لم تُعين في مكان آخر)
  - كيس كاذب في الشبكية
    - يستثني: انشقاق الشبكية الخلقي
      - تَنَكُّس شبيه بالكيسات الدقيقة في الشبكية
- انفصال الشبكية المصلي
  - انفصال الشبكية:
    - لم تُعين في مكان آخر
    - بدون تشقق الشبكية
      - يستثني: اعتلال الشبكية المصلي المركزي
- تَشققات الشَّبَكيَّة دون انفِصال الشبكية
  - تمزق شبيه بحدوة الحصان في الشبكية دون انفصال الشبكية
  - ثقبة مدورة في الشبكية دون انفصال
  - الوصاد
  - تَشققات الشَّبَكيَّة (لم تُعين في مكان آخر)
    - يستثني: ندبات في المشيمة وفي الشبكية تلو جراحة انفصال الشبكية
    - تَنَكُّس الشَّبَكيَّة المُحيطي دون تشققات
- انفِصال الشَّبَكيَّة بالجَر
  - اعتلال الشبكية والجسم الزجاجي التكاثري مع انفصال الشبكية
- انفصالات الشبكية الأخرى[2]

### انسدادات وعَائِيَّة في الشَّبَكيَّة
انسداد الأوعية الدموية الشبكية هو انسداد في الأوعية الدموية في الجزء الخلفي من العين، ويمكن أن يؤدي إلى فقدان البصر.

### اضطرابات الشبكية الأخرى
- اعتلال الشبكية بفرط ضغط الدم - انفجار الأوعية الدموية، بسبب ارتفاع ضغط الدم المزمن
  - اعتلال الشبكية السكري - تلف الشبكية الناجم عن مضاعفات مرض السكري، والذي قد يؤدي في النهاية إلى العمى
- اعتلال الشبكية - مصطلح عام يشير إلى الضرر غير الالتهابي الذي يصيب شبكية العين
- اعتلال الشبكية عند الأطفال الخدج - تندب وانفصال الشبكية عند الأطفال الخدج
- التنكس البقعي المرتبط بالعمر - خلل في الخلايا الحساسة للضوء في البقعة وتتوقف عن العمل بمرور الوقت
- التنكس البقعي - فقدان الرؤية المركزية، بسبب التنكس البقعي
  - اعتلال الشبكية بالكلوروكين[الإنجليزية]
- اعتلال بقعة سيلوفاني[الإنجليزية] - طبقة شفافة تتشكل وتضيق فوق الشبكية
- التنكس الشبكي المحيطي
- حالات خلل نمو موروثة في الشبكية
- التهاب الشبكية الصباغي - اضطراب وراثي؛ الرؤية النفقية التي تسبقها العمى الليلي
- نزف شبكية العين
- انفصال طَبَقات الشَّبَكيَّة
  - اعتلال الشبكية المصلي المركزي
  - انفصال الشبكية : انفصال الظهارة الصبغية الشبكية
- حالات أخرى عُينت اضطرابات في الشبكية
- استسقاء بقعي - تشوه الرؤية المركزية، بسبب تورم البقعة
- اضطراب الشبكية، غير محدد[1]

### اضطرابات الشبكية في الأمراض المصنفة في مكان آخر
- اعتلال الشبكية السكري

## الجلوكوما (الزَّرْق)
- زَرَق أوَّلي مفتوح الزاوية
- زَرَق أوَّلي مغلق الزاوية
- زرق طبيعي الضغط[الإنجليزية]

## اضطرابات الجسم الزجاجي وكرة العين

### أمراض الجسم الزجاجي
- تدلي الجسم الزجاجي
  - يستثني: مُتَلازمة الجسم الزُجاجِيّ تالية لجِراحة السادّ
- نزف الجسم الزجاجي
- رواسب بلورية في الجسم الزجاجي
- عتامات الجسم الزجاجي الأخرى
  - أغشية أو ضفائر في الجسم الزجاجي
- اضطرابات أخرى في الجسم الزجاجي
  - الجسم زجاجي:
    - انحطاط
    - انفصال
    - يستثني: اعتلال الشبكية والجسم الزجاجي التكاثري مع انفصال الشبكية
- اضطراب الجسم الزجاجي، غير محدد

### اضطرابات كرة العين
يشمل: الاضطرابات التي تؤثر على هياكل متعددة من العين
- التهاب باطن كرة العين القيحي
  - التهاب العين الشامل
  - خُراج في الجسم الزجاجي
- التهاب باطن كرة العين الآخر
  - التهاب باطن كرة العين الطفيلي (لم تُعين في مكان آخر)
  - الرمد التعاطفي
- حسر شَديد متفاقم
- اضطرابات تنكسية أخرى في كرة العين
  - تسمم بالنحاس
  - سحار حديدي
- نقص ضغط العين[الإنجليزية]
- الظروف المتدهورة لكرة العين
  - الزرق المطلقة
  - ضمور كرة العين
  - انضمار كرة العين
- انحباس جِسم أجنبي مِغناطيسي قديم داخل العين
  - انحباس جِسم أجنبي مِغناطيسي في العَين (قديم) (بالداخل):
    - غرفة العين الأمامية
    - الجسم الهدبي
    - قزحية
    - عدسة
    - الجدار الخلفي لكرة العين
    - الجسم الزجاجي
- انحباس جِسم أجنبي غير مِغناطيسي قديم داخل العين
  - انحباس جِسم أجنبي غير مِغناطيسي قديم في العين (بالداخل):
    - غرفة العين الأمامية
    - الجسم الهدبي
    - قزحية
    - عدسة
    - الجدار الخلفي لكرة العين
    - الجسم الزجاجي
- اضطرابات أخرى في كرة العين
  - نزف داخل العين[الإنجليزية]
  - خلع كرة العين
- اضطراب في كرة العين، غير محدد

### اضطرابات الجسم الزجاجي وكرة العين في الأمراض المصنفة في مكان آخر
- نزف الجسم الزجاجي في الأمراض المصنفة في مكان آخر
- التهاب باطن كرة العين في الأمراض المصنفة في مكان آخر
  - التهاب باطن كرة العين في:
    - داء الكيسات المذنبة
    - داء كلابية الذنب
    - داء السهميات
- اضطرابات أخرى في الجسم الزجاجي وكرة العين في الأمراض المصنفة في مكان آخر[3]

## اضطرابات العصب البصري والسبل البصرية
- اعتلال ليبر العصبي الوراثي البصري - اضطراب وراثي؛ فقدان الرؤية المركزية.
- براريق القرص البصري - تتكلس الكريات تدريجيًا في القرص البصري، مما يضغط على الأوعية الدموية وألياف العصب البصري

## اضطرابات في عضلات العين وحركة العينين والتكيف والانكسار
- الحول (حَوَلٌ إِنْسِيّ/العين المتجولة/العين الصفراء) - لا تشير العينان إلى نفس الاتجاه
  - خَزَل عيني - الشلل الجزئي أو الكلي لعضلات العين
  - شلل العين التقدمي الخارجي المزمن - ضعف عضلات العين الخارجية
  - الحول الداخلي - ميل العينين إلى أن تصبحا متقاطعتين
  - الحول الخارجي - ميل العينين إلى النظر إلى الخارج
- اضطرابات الانكسار والتكيف
  - طول النظر (مد البصر) - عدم القدرة على التركيز على الأشياء القريبة (وفي الحالات القصوى، أي أشياء)
  - قصر النظر (حسر البصر) - تظهر الأشياء البعيدة بشكل غير واضح
  - لابؤرية - القرنية أو عدسة العين ليست كروية تمامًا، مما يؤدي إلى نقاط بؤرية مختلفة في مستويات مختلفة
  - تفاوت الانكسار - عدسات العينين لها أطوال بؤرية مختلفة
  - قصور البصر الشيخوخي - وهي حالة تحدث مع تقدم العمر وتؤدي إلى عدم القدرة على التركيز على الأشياء القريبة
  - اضطرابات التكيف
    - شلل في عضلات العين الداخلي

## اضطرابات بصرية وعمى
- الغمش (العين الكسولة) - ضعف الرؤية أو عدم وضوحها بسبب عدم نقل الصورة المرئية إلى المخ أو ضعف نقلها
- كمنة ليبر الخلقية - اضطراب وراثي؛ يظهر عند الولادة، ويتميز باستجابات حدقية بطيئة أو معدومة
- العتمة (البقعة العمياء) - هي منطقة ضعف في الرؤية محاطة بمجال رؤية محفوظ نسبيًا. انظر أيضًا انشمار البصر.
- عمى الألوان - عدم القدرة على تمييز الفروق بين بعض أو كل الألوان التي يستطيع الآخرون تمييزها
  - عمى الألوان التام / رؤية أحادية اللون - انخفاض عدد المخاريط أو عدم وجود وظيفة في الخلايا المخروطية
- العمى الليلي (العشى) - حالة تجعل الرؤية في الظلام صعبة أو مستحيلة
- العمى - لا يتلقى المخ المعلومات البصرية، لأسباب مختلفة
  - العمى النهري - العمى الناجم عن عدوى طويلة الأمد بدودة طفيلية (نادر في المجتمعات الغربية)
  - مرض العين المتحجمة / ثلم العين - انقطاع بين العصب البصري والدماغ و/أو الحبل الشوكي

## اضطرابات أخرى في العين وملحقاتها
- العين الحمراء - تظهر الملتحمة باللون الأحمر عادةً بسبب المرض أو الإصابة
- حدقة أرغيل روبرتسون - حدقة صغيرة وغير متساوية وغير منتظمة الشكل

## امراض أخرى
لا تُصنّف منظمة الصحة العالمية الأمراض التالية على أنها أمراض في العين وملحقاتها:
- التهاب القرنية الفطري - عدوى فطرية في القرنية
- جفاف الملتحمة - جفاف العين الناجم عن نقص فيتامين أ
- غياب القزحية - حالة خلقية نادرة في العين تؤدي إلى نقص نمو أو حتى غياب قزحية العين